# Anabelle Prawerman
Anabelle Prawerman-Muller (Paris, 13 de janeiro de 1963) é uma ex-voleibolista indoor e jogadora de vôlei de praia francesa, que foi medalhista de prata no Campeonato Europeu de Vôlei de Praia de 1999 na Espanha.

## Carreira
Ela praticou outras modalidades antes de enveredar pelo voleibol de quadra, atuou centroavante de um time de handebol masculino, pois, a escola não havia meninas suficientes para formar um time, praticou atletismo, esgrima e natação, depois, a convidaram para atuar no voleibol e na quadra  jogou pela seleção francesa atuou de 1980 a 1986, e de 1986 a 1989, completando 289 partidas disputadas.Com Brigitte Lesage formou dupla para competir no vôlei de praia, e estrearam em 1995 no circuito mundial no Aberto de Hermosa Beach quando finalizaram na quadragésima terceira posição,  ainda obtiveram o décimo sétimo posto nos Abertos de Carolina (Porto Rico), Brisbane, Espinho e Bali, e o décimo terceiro lugar no Aberto de Santos. Em 1996 terminou no décimo sétimo lugar no Aberto do Rio de  Janeiro, em sétimo no Challenge de Vasto, e o décimo terceiro postos nos Jogos Olímpicos de Verão de 1996 em Atlanta. 
No circuito mundial de 1998, esteve ao lado de Cécile Rigaux, obtendo o quadragésimo primeiro posto no Aberto de Vasto, o trigésimo terceiro posto no Aberto de Salvador, as vigésimas quintas posições nos Abertos do Rio de Janeiro, Osaka e Dalian, além das décima sétimas colocações nos Abertos de Toronto, Marselha e Espinho. 
Na edição do Campeonato Europeu de Voleibol de Praia de 1999 em Palma de Maiorca, conquistou a medalha de prata com Cécile Rigaux, e no Campeonato Mundial de Marselha, terminaram na décima sétima posição, e no circuito mundial, terminaram no vigésimo quinto posto nos Abertos de Toronto e Dalian, décimo sétimo posto nos Abertos de Salvador e Osaka, alcançando o décimo terceiro posto nos Abertos de Acapulco e Espinho. 
Em 2000, com Cécile Rigaux conquistou o quinto lugar na edição do Campeonato Europeu de Voleibol de Praia em Guecho-Bilbaudisputaram eventos do circuito mundial, finalizaram na vigésima quinta posição no Aberto de Cagliari,  no décimo sétimo lugar no Grand Slam de Chicago e nos Abertos de Rosarito, Gstaad, Berlim, Marselha e Dalian,  a décima terceira posição nos Abertos de Osaka e Vitória, ainda foram nonas colocadas no Aberto de Espinho, mesma colocação obtida nos Jogos Olímpicos de Verão de 2000 em Sydney. 
Após encerrar carreira , abriu clínica de osteopatia, com consultoria ao Ministério do Desporto, também treinou as seleções nacionais de vôlei de praia).